# John Hawkshaw
Sir John Hawkshaw  (9 de abril de 1811 - 2 de junio de 1891), fue un ingeniero civil británico. Presidente de la Institución de Ingenieros Civiles entre 1862 y 1863, su obra más destacada fue el Túnel del Severn. Como ingeniero consultor de amplia trayectoria, intervino en proyectos de todo tipo, desde trazados de ferrocarril, hasta obras portuarias y fluviales, canales y sistemas de saneamiento, siendo encargado de informes sobre el avance de las obras del Canal de Suez o sobre la posibilidad de realizar un túnel a través del Canal de la Mancha. Perteneció a la Royal Society, a la Real Sociedad de Edimburgo, a la Real Sociedad de Artes y a la Institución de Ingenieros Civiles.

## Primeros años
Hawkshaw nació en Leeds, Yorkshire, hijo de Henry Hawkshaw, y se educó en la Escuela de Gramática de Leeds. Antes de cumplir los 21 años ya se había dedicado durante seis o siete años a la ingeniería ferroviaria y a la construcción de caminos en su región natal, y en el año de su mayoría de edad obtuvo un nombramiento como ingeniero de la Asociación Minera de Bolívar en Venezuela. Pero el clima allí era más de lo que su salud podía soportar, y en 1834 se vio obligado a regresar a Inglaterra.

## Carrera
Pronto obtuvo empleo a las órdenes de Jesse Hartley en los muelles de Liverpool y, posteriormente, fue nombrado ingeniero a cargo de los trabajos ferroviarios y de navegación de la Compañía del Canal de Mánchester, Bolton y Bury. En 1845 se convirtió en ingeniero jefe del Ferrocarril de Mánchester y Leeds, y en 1847 de su sucesor, el Ferrocarril de Lancashire y Yorkshire, para el que construyó un gran número de ramales. Uno de ellos fue el Ferrocarril de Mánchester y Southport inspeccionado por su socio Clement Wilks, y también el Ferrocarril de Lancashire y Yorkshire cerca de Heckmondwike. En 1850 se trasladó a Londres y comenzó a ejercer como ingeniero consultor, al principio en solitario, pero posteriormente en sociedad con Harrison Hayter. En esta ocupación, su trabajo fue de una naturaleza extremadamente variada, abarcando casi todas las ramas de la ingeniería.
Conservó su vínculo con el Ferrocarril de Lancashire y Yorkshire hasta su retiro del trabajo profesional en 1888, y fue consultado sobre todos los puntos importantes de ingeniería que afectaron a la compañía durante ese largo período. En Londres fue responsable de las estaciones de ferrocarril de Charing Cross y de Cannon Street, así como de los puentes acceso a ambas sobre el río Támesis. Intervino como ingeniero del ferrocarril del Este de Londres, habilitando el paso de las vías bajo el Támesis por el conocido Túnel del Támesis proyectado y construido años antes por Sir Marc Brunel; y junto con Sir J Wolfe-Barry construyó el tramo del Metro que completaba la Línea Circular entre las estaciones de Aldgate y de Mansion House.
Además, muchas obras ferroviarias reclamaron su atención en distintas partes del mundo, como Alemania, Rusia, la India o las islas Mauricio. Un punto digno de mención en su cometido como consultor ferroviaria fue su defensa, en oposición a Robert Stephenson, de pendientes más pronunciadas de lo que se había pensado anteriormente como deseable o posible, y ya en 1838 expresó su decidida desaprobación del mantenimiento de la vía ancha en el Great Western, debido a los problemas que preveía que conduciría en relación con la futura extensión del ferrocarril, y porque se oponía en general a las operaciones de transbordo provocadas por los distintos anchos en las líneas de un país.
La construcción de canales fue otra rama de la ingeniería en la que John Hawkshaw participó activamente. En 1862 se convirtió en ingeniero jefe del Canal del mar del Norte en Holanda, proyectado como una infraestructura navegable.
Según un discurso de Lord Houghton, se puede decir que fue el salvador de Canal de Suez. En un determinado momento, las obras no avanzaban como se esperaba, y el jedive de Egipto decidió obtener la opinión de un ingeniero inglés en cuanto a su viabilidad, habiendo decidido detener los trabajos si esa opinión era desfavorable. Hawkshaw fue elegido para realizar una investigación, y su informe totalmente favorable permitió que Ferdinand de Lesseps pudiera decir en la ceremonia de apertura que le debía el canal. Sin embargo, en sus libros con documentos relacionados con el Canal de Suez, De Lesseps no menciona a Hawkshaw.
Como miembro del Congreso Internacional que consideró la construcción de un canal interoceánico a través de América Central, pensó mejor en la ruta de Nicaragua, y en privado consideró que la propuesta del Canal de Panamá era impracticable a un costo razonable, aunque públicamente no expresó ninguna opinión al respecto, y abandonó el Congreso sin votar. Sir John Hawkshaw también tenía una amplia experiencia en la construcción de puertos (por ejemplo, en Holyhead) y muelles (por ejemplo, en Penarth, el muelle Albert en Hull y el muelle Sur (anteriormente, el canal City) de la India Oriental en Londres), en ingeniería fluvial, en drenaje y saneamiento, o en el suministro de agua

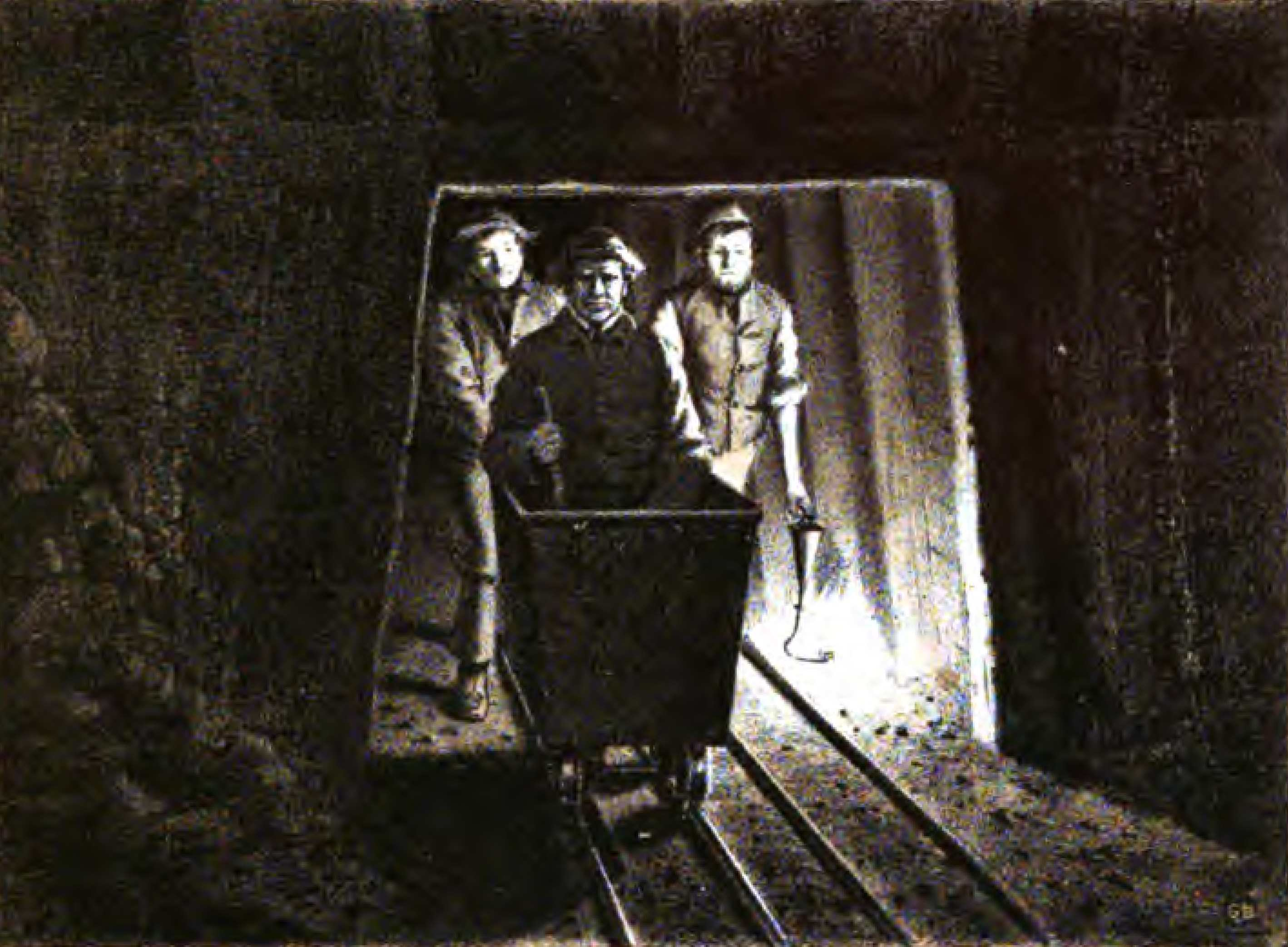
Sir John Hawkshaw (en una vagoneta) inspeccionando el túnel del Severn durante su construcción

Fue ingeniero, con Sir James Brunlees, de la  Compañía del Eurotúnel original desde 1872, pero muchos años antes había investigado por sí mismo la cuestión de un túnel bajo el paso de Calais desde el punto de vista de la ingeniería, y había llegado a la conclusión de que era factible, a partir de las perforaciones y datos disponibles. Posteriormente, sin embargo, se convenció de que el túnel no beneficiaría a Gran Bretaña y, a partir de entonces, no tendría nada que ver con el proyecto. También fue ingeniero consultor del Túnel del Severn, que, por su magnitud y las dificultades encontradas en su construcción, fue una de las obras de ingeniería más notables del siglo XIX. Tras la inundación de la obra del túnel en 1879, contrató a Thomas A. Walker como contratista principal para completar el trabajo.
También diseñó el famoso Puerto Madero, el puerto de Buenos Aires, colaborando con Thomas A. Walker y James Murray Dobson. Las obras iniciaron su construcción en 1885 y se terminaron en 1898.
También es conocido por su construcción del sistema de alcantarillado de Brighton.

## Familia
En 1835 se casó con Ann Jackson (fallecida en 1885). Ann y John tuvieron seis hijos: Mary Jane Jackson (1838), Ada (1840), John Clarke (1841), Henry Paul (1843), Editha (1845) y Oliver (1846). Ada murió de hidrocefalia en 1845. Oliver murió en 1856 tras contraer fiebre tifoidea mientras la familia estaba de vacaciones en Pitlochry, Escocia. Su hijo, John Clarke, también era ingeniero civil.
Hawkshaw murió en Londres el 2 de junio de 1891.

## Reconocimientos
- Fue elegido Miembro de la Royal Society en junio de 1855.[8]

- En 1875, fue elegido miembro de la Royal Society of Edinburgh. Sus proponentes fueron David Stevenson, James Leslie, Thomas Stevenson y Fleeming Jenkin.[9]

- Presidió la Institución de Ingenieros Civiles entre diciembre de 1861 y diciembre de 1863.[10]

- Fue nombrado caballero en 1873.

- También resultó elegido miembro honorario de la Sociedad estadounidense de Ingenieros Civiles en 1880.[11]

Un pub de la cadena JD Wetherspoon ubicado dentro de la Estación de Cannon Street se denomina "The Sir John Hawkshaw".